# Péhonko
Péhonko este un oraș din departamentul Atakora, Benin.